# Роман, Иван (футболист)
Ива́н Рами́ро Рома́н Урта́до (исп. Iván Ramiro Román Hurtado; род. 12 июля 2006, Сантьяго) — чилийский футболист, защитник клуба «Палестино».

## Клубная карьера
Роман — воспитанник клуба «Палестино». 22 января 2023 года в матче против «Аудакс Итальяно» он дебютировал в чилийской Примере.

## Международная карьера
В 2023 году в составе юношеской сборной Чили Роман принял участие в юношеском чемпионате Южной Америки в Эквадоре. На турнире сыграл в матчах против команд Уругвая, Колумбии, Аргентины, Венесуэлы, Парагвая и дважды Бразилии. В поединке против уругвайцев Иван забил гол.